# Madonna di Campiglio
Madonna di Campiglio (německy zastarale Sankt Maria im Pein) je horské turistické středisko v severní Itálii.

## Poloha
Leží v autonomní provincii Tridentsko ve výšce 1 550 m n. m. nedaleko Passo Campo Carlo Magno, mezi brentskými Dolomity a alpskými horskými skupinami Adamello a Presanella. Centrum sídliště spadá pod obec Pinzolo. Část (frazione) zvaná Palù di Madonna di Campiglio patří do obce Tre Ville, která byla vytvořena v rámci územní reorganizace. Dříve byla součástí samostatné obce Ragoli, která touto reorganizací ztratila svou samostatnost.
Vyhlášené středisko letních, ale zejména zimních dovolených s mnoha lyžařskými lanovkami, je jedním z největších lyžařských center v Itálii, vhodné pro alpské lyžování a jízdu na snowboardu.
Místo je dostupné po silnici č. 239, spojující Val di Sole s údolími Giudicarie vedoucí přes alpské průsmyky oblasti Campo Carlo Magno.

## Historie

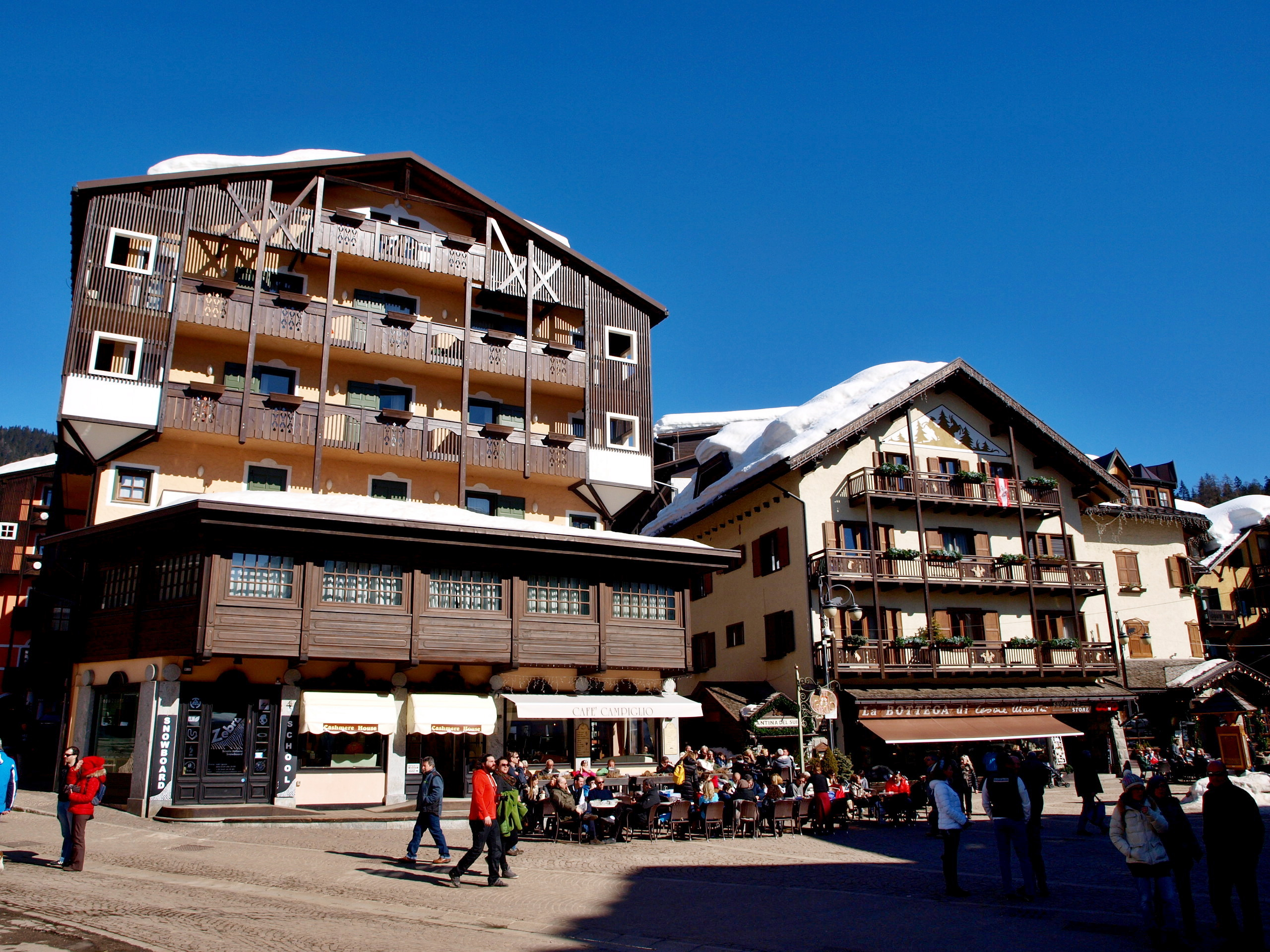
Piazza Righi v Madonna di Campiglio

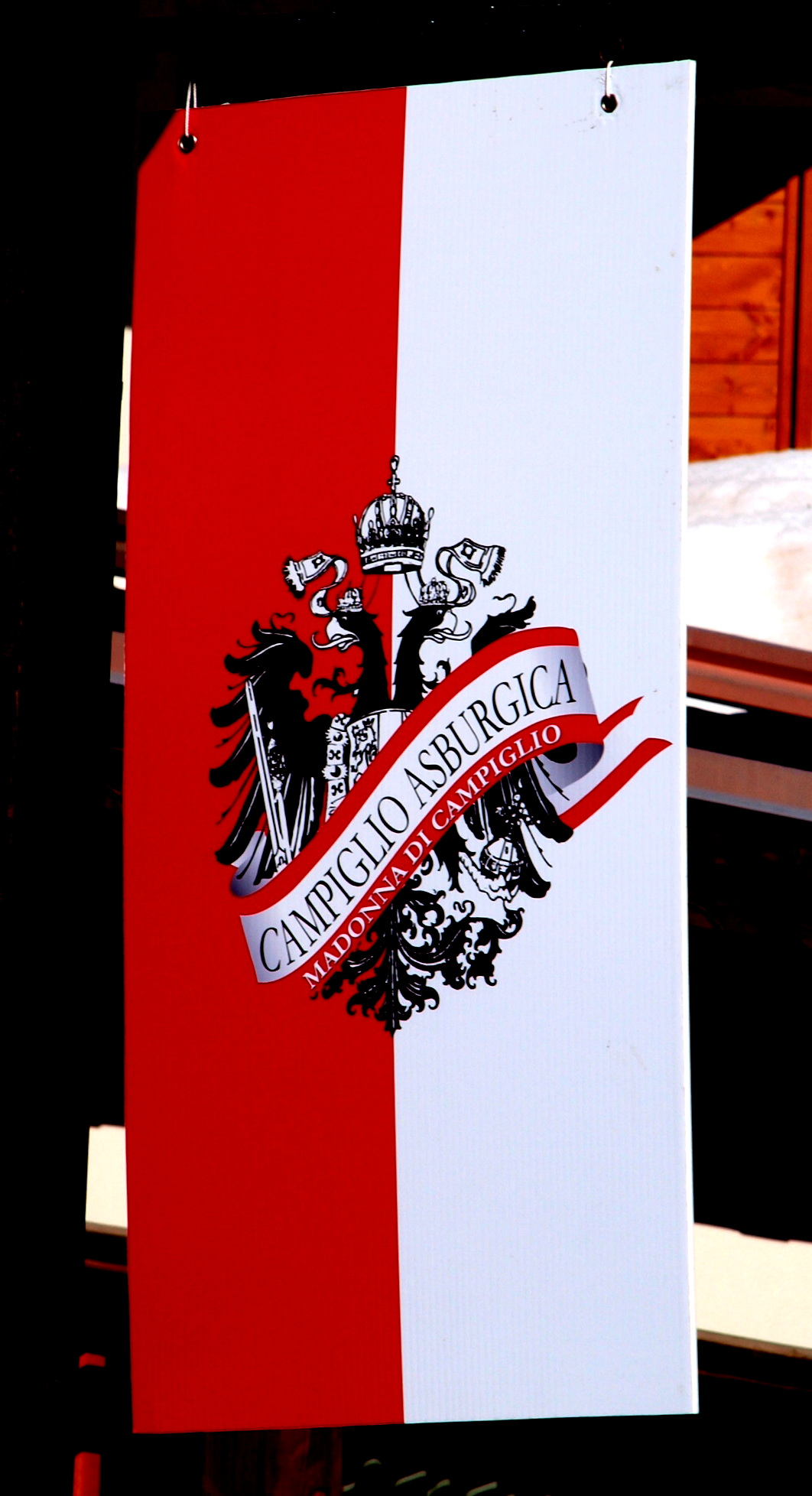
Prapor Campiglio asburgica s rakouským dvouhlavým orlem při oslavách habsburských dnů je připomínkou Rakouského císařství

První písemné zmínky o Madonna di Campiglio, dokládající založení obce, pocházejí z roku 1190. Tehdy se jistý Raimondo rozhodl odčinit své hříchy a založil zde klášterní hospic zaměřený na pomoc pocestným a poutníkům.
Po porážce roku 1515 začalo pro Campiglio dlouhé období úpadku, které trvalo až do roku 1868. Tehdy trosky obce zakoupil rendenský podnikatel Giovanni Battista Righi od kapituly při tridentské katedrále, která byla majitelem obce po dobu trvání prastarého tridentského institutu. Za působení Righiho, zakladatele „alpského střediska“, prvního moderního rekreačního letoviska v kraji, začalo Campiglio znovu ožívat. Giovanni Battista Righi mj. realizoval v letech 1874-75, výhradně na své náklady a proti vůli svých současníků, současnou „starou silnici“ (strada vecchia), první sjízdnou cestu, která spojila Campiglio a Pinzolo se světem.
Na Righiho odkaz navázal Franz Josef Oesterreicher, za jehož působení se Campiglio ke konci 19. století stalo oblíbeným cílem evropské aristokracie a zejména členů habsburské panovnické rodiny. Campiglio dvakrát navštívila císařovna Alžběta Rakouská, známá jako Sissi, poprvé v roce 1889 a poté ještě roku 1894. Sissi pobývala v Hôtel des Alpes, kde si pronajala dvě nejvyšší patra. Při druhé návštěvě v Campigliu ji doprovázel také její manžel, císař František Josef I.
Z této doby také pochází první pokus o zařazení oblasti do světa zimních sportů. V roce 1910 skupinka anglických „lyžníků“ vystoupila na Monte Spinale, aby zde vyzkoušela možnosti využití oblasti pro lyžařské účely.

## Současnost

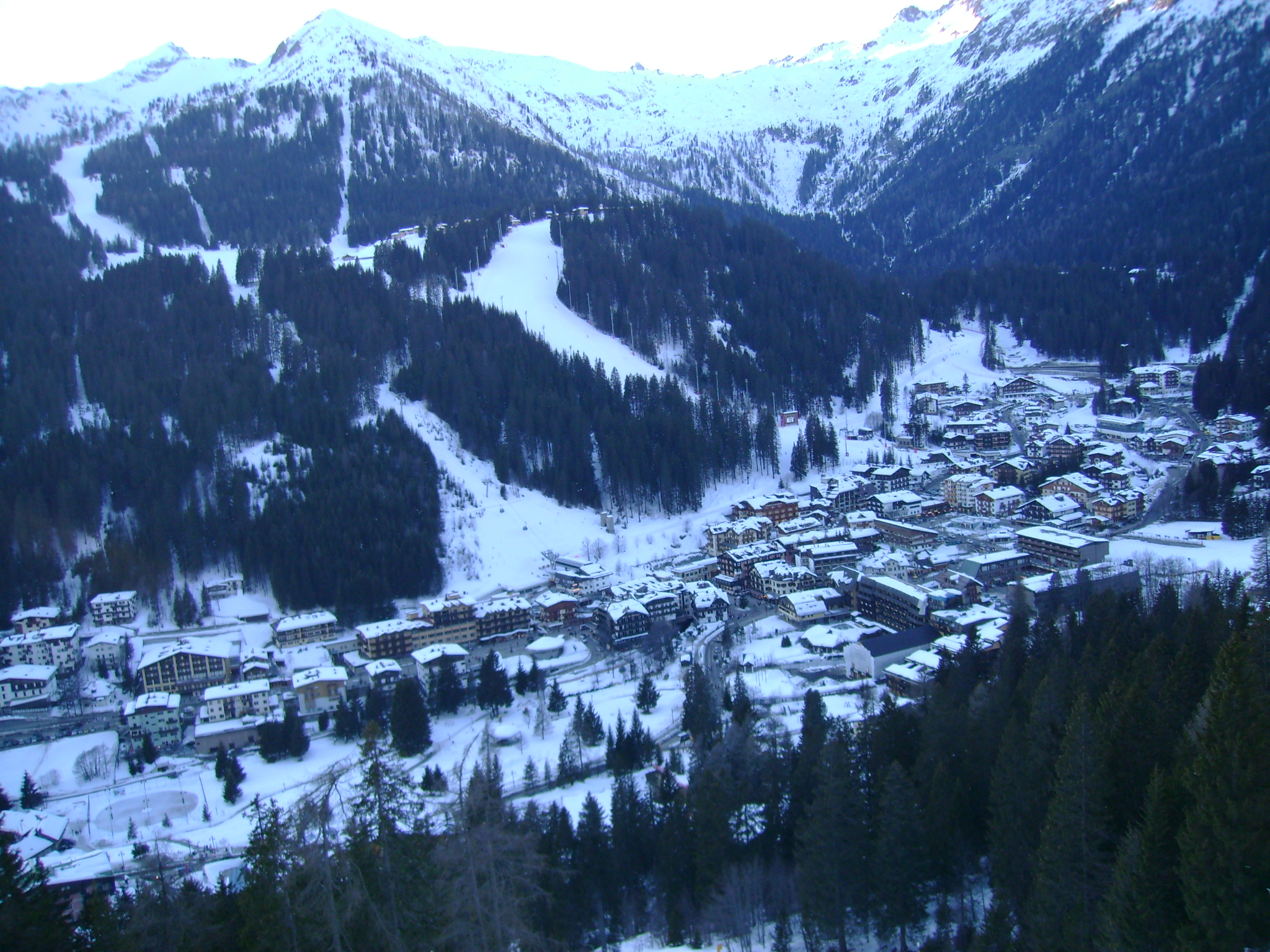
Madonna di Campiglio z Monte Spinale, poblíž vrcholu Cima Grostè

Campiglio je sídlem „3Tre“ („tre gare nel Trentino“), jedné ze tří nejstarších lyžařských soutěží v Evropě, založené roku 1949. Dnes se závody 3Tre konají na sjezdovkách Patascoss (Canalone Miramonti a FIS 3Tre) vždy zhruba v půli prosince.
Campiglio je také každoročně v lednu místem konání Týdne WROOOM/Settimana WROOOM, při které se zde setkávají piloti Formule 1 stájí Ferrari a MotoGP Ducati a společně lyžují zdejších na sjezdovkách nebo se účastní podniků, jako např. spuštění nových modelů vozů Fiat. Roku 2014 byl Týden WROOM zrušen.
V Campigliu se každoročně v polovině února koná veřejná kulturní a turistická slavnost Carnevale Asburgico – Habsburský karneval. Je zde možné spatřit lidi v kostýmech doby habsburských panovníků, a navštívit různé konference a kulturní setkání, jež mají za cíl prohloubit povědomí o životě v Campigliu v době panování císaře Františka Josefa. V létě, vždy 18. srpna, se koná „compleanno dell'imperatore / císařovy narozeniny“ s ukázkou nádherných kostýmů tehdejší epochy.

## Památky
- Kostel Santa Maria Antica - středověkého původu, pozdně gotický deskový oltář z 15. století; ze středověkého kláštera a špitálu se nic nedochovalo, ruiny roku 1868 koupil podnikatel Giovanni Battista Righi a postavil zde první z mnoha alpských hotelů